# Седмичный богослужебный круг
Седми́чный богослуже́бный круг — цикличная последовательность регулярных богослужений Православной церкви в течение одной седмицы (недели). Изложен в Октоихе и частично в Триоди. Отдельные молитвы, песнопения (прокимны, богородичны приложений Минеи) и чтения отрывков из Священного Писания на каждый седмичный день, имеются во всех богослужебных книгах.
Дни седмицы посвящены:
- неделя — прославлению Воскресения Христова — малая Пасха, прославление Божией Матери,
- понедельник — прославлению бесплотных сил Ангельских, созданных Богом в самом начале творения,
- вторник — пророку Иоанну Предтече (величайшему из рождённых жёнами) и ветхозаветным пророкам,
- среда — воспоминанию предательства Иуды. Служба Кресту, постный день, прославление Божией Матери,
- четверг — прославлению святых Апостолов и святителя Николая Чудотворца,
- пятница — воспоминание крестных страданий и смерти Спасителя. Служба Кресту, день постный, прославление Божией Матери,
- суббота — прославление Божией Матери и всех святых; поминаются также усопшие.

Следует заметить, что в православном богослужении используются ещё два, более продолжительных и также повторяющихся, седмичных богослужебных круга:
1. чередование использования за богослужением 1-го, 2-го, 3-го, 4-го, 5-го, 6-го, 7-го и 8-го гласов в течение восьми седмиц, и
2. чередование богослужебного чтения одиннадцати воскресных отрывков из Евангелия, читаемых во время воскресных Всенощных бдений один раз в неделю.